# Great Lake Swimmers
Great Lake Swimmers é uma banda canadense construída em torno das canções folk rock melódico de Dekker Tony (cantor e compositor). 
Originalmente de Wainfleet, Ontário, [1] a banda está atualmente baseada em Toronto.
A turnê atual line-up inclui Tony Dekker nos vocais, violão e gaita, Erik Arnesen no banjo, guitarra elétrica e harmonia, Greg Millson na bateria, Bret Higgins no contrabaixo e Miranda Mulholland no violino e backing vocals. Seus ex-integrantes são Julie Fader, agora em carreira solo de cantor e compositor, no backing vocal, Sandro Perri na guitarra, e Colin Huebert, agora integrante da banda Siskiyou, na bateria.
O estilo da banda tem sido comparado a Red House Painters, Nick Drake, Iron & Wine e Neil Young, [2], assim como Will Oldham [3] (Bonnie "Prince" Billy) e Sufjan Stevens. [4] Dekker disse que suas influências incluem Gram Parsons e Hank Williams. [5]
"A música é interessante porque une as pessoas, e quanto mais eu faço isso, mais eu percebo a importância a isso. " -Tony Dekker, Great Lake Swimmers [6]
A banda lançou seu terceiro álbum, Ongiara, em 27 de março de 2007 no Canadá e em maio para o resto do mundo. Apesar de assinar com a Nettwerk no início de 2007, Great Lake Swimmers continuará a ser gerida por (weewerk). Em setembro de 2007, (weewerk) lançou uma versão em vinil de edição limitada de Ongiara. 
Esta versão estava disponível na Austrália através do selo indie Speak N Spell.
Seu quarto álbum, Lost Channels, foi lançado em 31 de março de 2009. Ele foi indicado para o Polaris Music Prize 2009, [7] e foi nomeado para um Juno Award, na categoria de Raízes e Álbum Tradicional do Ano - Grupo, e um prêmio Canadian Music Folk.
Em 2009, a banda Great Lake Swimmers participou de uma série de documentários interativo chamado Cidade Sonic. A série, que contou com 20 artistas de Toronto, tinha Tony Dekker falando sobre seu trajeto diário subterrâneo ao longo do sistema de metrô de Toronto. [8]
O quinto álbum da banda em estúdio, New Wild Everywhere, foi lançado em 3 de abril de 2012. [9] A banda também compôs uma trilha sonora instrumental para um fotógrafo chamado Ian Coristine para um e-book de fotografia da região de Thousand Islands em Ontario , também lançado em abril de 2012. [10]

## Integrantes
- Tony Dekker – vocal, violão e harmônica
- Erik Arnesen – banjo, guitarra e harmônio
- Greg Millson – bateria
- Miranda Mulholland – violino e vocal de apoio
- Bret Higgins – contrabaixo

## Discografia
Álbuns de estúdio
- 2003: Great Lake Swimmers
- 2005: Bodies and Minds
- 2007: Ongiara
- 2009: Lost Channels
- 2012: New Wild Everywhere

EPs
- 2006: Hands in Dirty Ground
- 2009: The Legion Sessions

Singles
- 2005: "To Leave It Behind"
- 2005: "Bodies and Minds"
- 2007: "Your Rocky Spine"
- 2007: "Backstage with the Modern Dancers"
- 2009: "Pulling on a Line"